# نهر تومس
يبلغ طول نهر تومس (Toms River)67.1 كم  من المياه العذبة ومصب النهر في مقاطعة أوشن في  نيوجرسي في الولايات المتحدة. يرتفع نهر تومس في باين بارينز في شمال مقاطعة أوشن ويتدفق إلى الجنوب الشرقي والشرق. ومن جانب آخر تغذيه عدة فروع، في مسار متعرج عبر منطقة الأراضي الرطبة ويصب في خليج بارنيجات، وهو مدخل للمحيط الأطلسي. 8 كم من أسفل النهر عبارة عن مصب مد وجزر واسع وصالح للملاحة. توفر أدنى مجرى النهر مواقع مناسبة للمراسي ونوادي اليخوت ونقاط ممتازة يمكن من خلالها الذهاب لصيد الأسماك وسرطان البحر. كما يعد التجديف بالكايك من الأنشطة الشهيرة في تومس. يمكن التجديف في النهر لمسافة 34.9كم من شارع دون كونور أسفل الطريق 528 وصولاً إلى خليج بارنيجات.
 في الستينات وجد أن النهر السفلي ملوث لسنوات عديدة من التصريف المكشوف للنفايات من مصنع سيبا جيجي للصبغ. وقد اعتبر أن هذا كان سبب مجموعة سرطان اللوكيميا في بلدة نهر تومس التي أدت إلى دفع تعويضات بملايين الدولارات للأسر المعنية.
في كتاب القضية العلمية والإنعاش الاقتصادي الحائز على جائزة بوليتزر القصة الكاملة. عُرف نهر تومس باسم غوس كريك حتى أعيدت تسميته في أوائل القرن الثامن عشر إما للقبطان الإنجليزي ويليام تومس، أو للمزارع والعبّارة توماس لوكر، أو لأمريكي أصلي اسمه توم. كان الاسم أولا نهر توم ثم تغير إلى نهر تومس. المستوطنة التي تأسست عام 1712م على طول النهر أخذت الاسم لاحقاً.